# فالودی
فالودی (به انگلیسی: Phalodi) یک منطقهٔ مسکونی در هند است که در جوداپور واقع شده‌است. فالودی ۴۹٬۹۱۴ نفر جمعیت دارد و ۲۲۵ متر بالاتر از سطح دریا واقع شده‌است.